# Oulad Bouali Nouaja
Oulad Bouali Nouaja  (in arabo أولاد بوعلي النواجة‎?) è un centro abitato e comune rurale del Marocco situato nella provincia di Settat, regione di Casablanca-Settat. Conta una popolazione di 6 507 abitanti (censimento 2014).